# Doom (videojuego de 1993)
Doom es un videojuego de disparos en primera persona desarrollado y publicado por id Software. Lanzado el 10 de diciembre de 1993 para DOS, es la primera entrega de la franquicia Doom. El jugador asume el papel de un marine espacial, más tarde conocido extraoficialmente como Doomguy, que lucha contra hordas de humanos no muertos y demonios invasores. El juego comienza en las lunas de Marte y termina en el infierno, y el jugador atraviesa cada nivel para encontrar la salida o derrotar a su jefe final. Es un ejemplo temprano de gráficos "3D" en videojuegos y tiene enemigos y objetos como imágenes 2D en formato de sprites, una técnica a veces denominada gráficos 2.5D.
Doom fue el tercer lanzamiento independiente importante de id Software, después de Commander Keen (1990-1991) y Wolfenstein 3D (1992). En mayo de 1992, id comenzó a desarrollar un juego más oscuro centrado en luchar contra demonios con tecnología, utilizando un nuevo motor de juego 3D del programador principal, John Carmack. El diseñador Tom Hall inicialmente escribió una trama de ciencia ficción, pero él y la mayor parte de la historia fueron eliminados del proyecto, dándole así al juego un diseño lleno de acción de John Romero y Sandy Petersen. Id había publicado Doom como un conjunto de tres episodios bajo el modelo shareware, comercializando el juego completo lanzando el primer episodio de forma gratuita. GT Interactive publicó en 1995 una versión comercial con un episodio adicional como The Ultimate Doom.
Doom fue un éxito comercial y de crítica, ganándose la reputación de ser uno de los mejores y más influyentes juegos de todos los tiempos. Se estima que vendió 3,5 millones de copias en 1999, y se estima que hasta 20 millones de personas lo jugaron dos años después de su lanzamiento. Se le ha denominado el «padre» de los shooters en primera persona y está considerado como uno de los juegos más importantes del género. Los historiadores de los videojuegos lo han citado como un cambio en la dirección y la percepción pública del medio en su conjunto, además de provocar el auge de los juegos y las comunidades en línea. Esto dio lugar a una serie de imitadores y clones, así como a una sólida escena de modding y al nacimiento del speedrunning como comunidad. Su alto nivel de violencia gráfica generó controversia en varios grupos. Doom ha sido porteado a una variedad de plataformas, tanto oficial como extraoficialmente, y le han seguido varios juegos de la serie, incluidos Doom II (1994), Doom 3 (2004), Doom (2016) y Doom Eternal (2020), así como las películas Doom (2005) y Doom: Annihilation (2019).

## Jugabilidad

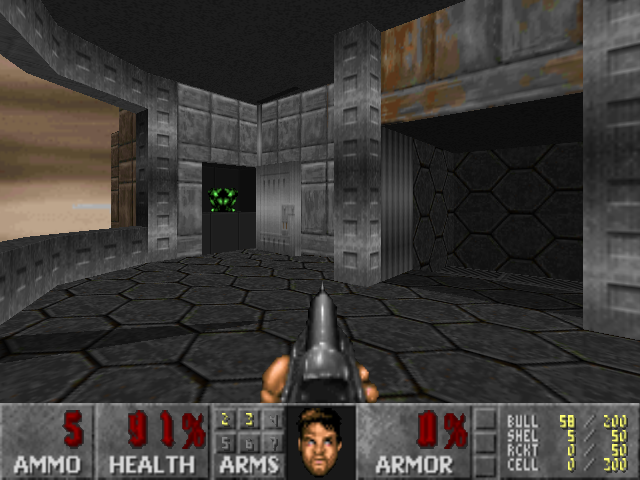
Representación de una partida de Doom. En la parte inferior de la pantalla se aprecia la cantidad de municiones, salud, armas y armadura del personaje respectivamente

Doom es un videojuego de disparos en primera persona presentado con gráficos en tercera dimensión. Si bien el entorno se muestra en una perspectiva 3D, los enemigos y objetos son sprites 2D representados en ángulos fijos, una técnica a veces denominada gráficos 2.5D o vallas publicitarias. En el modo de campaña para un jugador, se controla un marine espacial sin nombre, más tarde denominado extraoficialmente «Doomguy», a través de bases militares en las lunas de Marte y en el infierno. Para terminar un nivel, se debe atravesar áreas laberínticas hasta llegar a una sala de salida marcada. Los niveles se agrupan en episodios con nombre, y el nivel final de cada uno se centra en una pelea contra un jefe.
Mientras se atraviesan los niveles, se debe luchar contra una variedad de enemigos, incluidos demonios y humanos no muertos poseídos que suelen aparecer en grandes grupos. Los cinco niveles de dificultad ajustan la cantidad de enemigos y la cantidad de daño que causan, y se mueven más rápido de lo normal en el nivel de dificultad más difícil. Los monstruos tienen un comportamiento simple: se mueven hacia su oponente si lo ven o lo escuchan, y atacan mordiendo, arañando o usando habilidades mágicas como bolas de fuego.
Se debe gestionar los suministros de municiones, salud y armaduras mientras se atraviesa los niveles. El jugador puede encontrar armas y municiones a lo largo de los niveles o recolectarlas de enemigos muertos, incluidas una pistola, motosierra, un rifle de plasma y el BFG 9000. También se pueden encontrar pozos de desechos tóxicos, techos que bajan y aplastan objetos y puertas cerradas que requieren una tarjeta de acceso coleccionable o un interruptor remoto. Los potenciadores incluyen puntos de salud o armadura, una computadora de mapeo, invisibilidad parcial, un traje de radiación contra desechos tóxicos, invulnerabilidad o un estado de berserker súper fuerte cuerpo a cuerpo. Los códigos de trucos permiten desbloquear todas las armas, atravesar paredes o volverse invulnerable.
Se pueden jugar dos modos multijugador a través de una red: cooperativo, en el que de dos a cuatro jugadores se unen para completar la campaña principal, y combate a muerte, en el que de dos a cuatro compiten para matar a los personajes de los otros jugadores tantas veces como sea posible. Inicialmente, el modo multijugador solo se podía jugar a través de redes locales, pero un año después del lanzamiento estuvo disponible un modo en línea para cuatro jugadores a través del servicio DWANGO.

## Trama
Doom se divide en tres episodios, cada uno de los cuales contiene ocho niveles más un nivel secreto en cada episodio: «Knee-Deep in the Dead», «The Shores of Hell» e «Inferno». Se agregó uno cuarto, «Thy Flesh Consumed», en una versión ampliada, The Ultimate Doom, lanzada dos años después. La campaña contiene muy pocos elementos argumentales, con una historia mínima presentada principalmente a través del manual de instrucciones y descripciones de texto entre episodios.
En el futuro, un infante de marina anónimo es destinado a una misión sin salida en Marte después de agredir a un oficial superior que ordenó a su unidad disparar contra civiles. La Union Aerospace Corporation, que opera allí instalaciones de desechos radiactivos, permite que los militares realicen experimentos secretos de teletransportación que salen mal. Una base en Fobos solicita urgentemente apoyo militar, mientras Deimos desaparece por completo y el marine se une a una fuerza de combate para asegurar Fobos. Este espera en el perímetro según lo ordenado mientras todo el equipo de asalto es eliminado. Sin salida de la luna y armado sólo con una pistola, ingresa a la base con la intención de vengarse.
En «Knee-Deep in the Dead», el marine lucha contra demonios y humanos poseídos en las instalaciones militares y de desechos de Fobos. El episodio termina con el marine derrotando a dos poderosos Barones del Infierno que custodiaban un teletransportador a la base de Deimos. Después de la batalla, el marine emerge del teletransportador y queda inconsciente por una horda de enemigos, despertando solo con una pistola. En «The Shores of Hell», el marine lucha a través de instalaciones de investigación corruptas en Deimos, culminando con la derrota de un gigantesco ciberdemonio. Desde un mirador, descubre que la luna flota sobre el infierno y desciende en rápel hasta la superficie. En «Inferno», el marine lucha en el mismísimo infierno y destruye a un demonio araña cibernético que planeó la invasión de las lunas. Cuando se abre un portal a la Tierra, el marine lo atraviesa y descubre que la Tierra ha sido invadida. «Thy Flesh Consumed» sigue el asalto inicial del marine contra los invasores de la Tierra, preparando el escenario para Doom II.

## Desarrollo

### Concepto

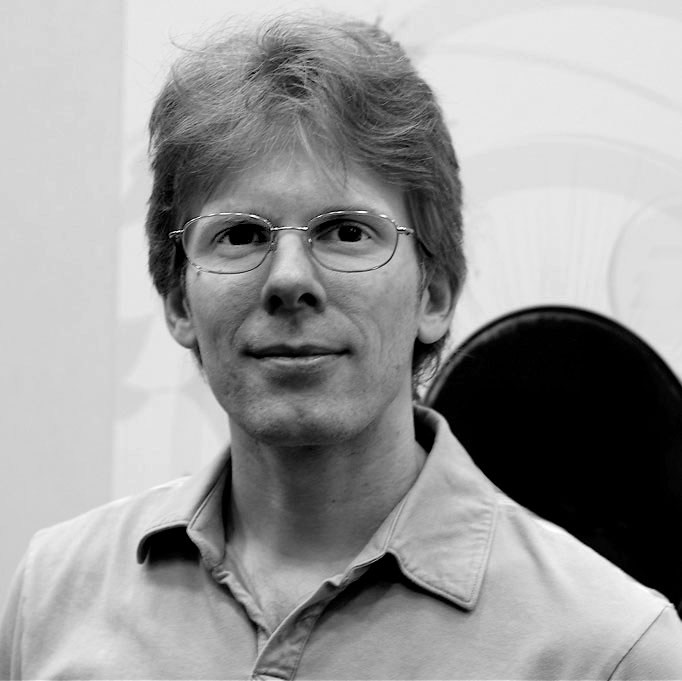
John Carmack en 2006

Id Software lanzó Wolfenstein 3D en mayo de 1992. Más tarde llamado el «abuelo de los shooters en 3D», estableció la popularidad del género y su reputación de acción rápida y avances tecnológicos. Cuando la mayor parte del estudio comenzó a trabajar en episodios adicionales para Wolfenstein, el cofundador y programador principal de id, John Carmack, comenzó la investigación técnica sobre un nuevo juego. Tras el lanzamiento de Wolfenstein 3D: Spear of Destiny en septiembre de 1992, el equipo comenzó a planificar su próximo juego. Estaban cansados de Wolfenstein y querían crear otro juego 3D utilizando un nuevo motor que Carmack estaba desarrollando. El cofundador y diseñador principal Tom Hall propuso un nuevo juego en la serie Commander Keen, pero el equipo decidió que el juego de plataformas de Keen no encajaba bien con los rápidos motores 3D de Carmack. Además, los otros cofundadores, el diseñador John Romero y el artista principal Adrian Carmack —sin relación con John Carmack— querían crear algo con un estilo más oscuro que los juegos de Keen. Luego, a John Carmack se le ocurrió otro concepto: un juego sobre el uso de tecnología para luchar contra demonios, inspirado en las campañas de Dungeons & Dragons, combinando los estilos de Evil Dead II y Aliens. El título provisional del proyecto era Green and Pissed, pero Carmack lo renombró Doom basándose en una frase de la película de 1986 The Color of Money: «“What you got in there?” / “In here? Doom”».
El equipo desarrollo inicial estaba compuesto por cinco personas: los programadores John Carmack y Romero, los artistas Adrian Carmack y Kevin Cloud y el diseñador Hall.Estos acordaron seguir el concepto de Doom y el desarrollo comenzó en noviembre de 1992, trasladando sus operaciones a un edificio de oficinas oscuro, al que llamaron «Suite 666» mientras se inspiraban en los ruidos que escuchaban en un consultorio dental vecino. También decidieron cortar los lazos con Apogee Software, su editor anterior, y autoeditar Doom, ya que sentían que estaban superando al editor y podían ganar más dinero con la autoedición.

### Diseño

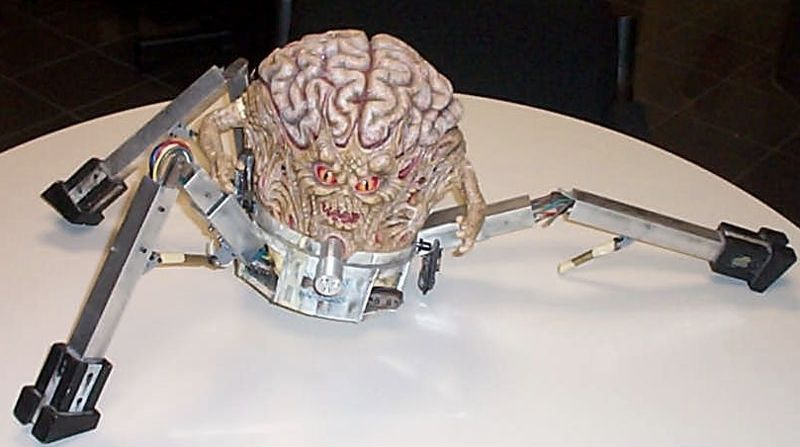
Modelo de la Spider Mastermind creado por Gregor Punchatz

En noviembre, Hall entregó un documento de diseño al que llamó «Doom Bible», que detalla la trama, la historia de fondo y los objetivos de diseño del proyecto. Su diseño era un concepto de terror de ciencia ficción en el que los científicos de la luna abren un portal a una invasión extraterrestre. A lo largo de una serie de niveles, el jugador descubre que los extraterrestres son demonios, mientras que el infierno infecta constantemente el diseño de niveles. A John Carmack no sólo no le gustó la historia propuesta, sino que descartó la idea de tener una historia: «La historia en un juego es como la historia en una película porno; se espera que esté ahí, pero no es tan importante». En lugar de una historia profunda, quería centrarse en la innovación tecnológica, abandonando los niveles y episodios de Wolfenstein en favor de un mundo rápido y continuo. A Hall no le gustó la idea, pero el resto del equipo se puso del lado de Carmack. Hall pasó las siguientes semanas reelaborando la Doom Bible para que funcionara con las ideas tecnológicas de Carmack. Sin embargo, el equipo se dio cuenta de que la visión de Carmack de un mundo sin fisuras sería imposible dadas las limitaciones del hardware, y Hall se vio obligado a reelaborar el documento de diseño una vez más.
A principios de 1993, id publicó un comunicado de prensa, promocionando la historia de Hall sobre la lucha contra los demonios mientras estaba «hundido hasta las rodillas en la muerte». El comunicado de prensa proclamaba las nuevas características del motor 3D que John Carmack había creado, así como aspectos como el modo multijugador, que aún no habían sido diseñados. Las primeras versiones se construyeron para que coincidieran con la Doom Bible, y una versión «pre-alfa» del primer nivel incluía la escena base introductoria de Hall. Las versiones iniciales también conservaron la puntuación de estilo arcade de Wolfenstein, pero luego se eliminó porque chocaba con el tono previsto de Doom. El estudio también experimentó con otros sistemas de juego antes de eliminarlos, como vidas, un inventario, un escudo secundario y una interfaz de usuario compleja.

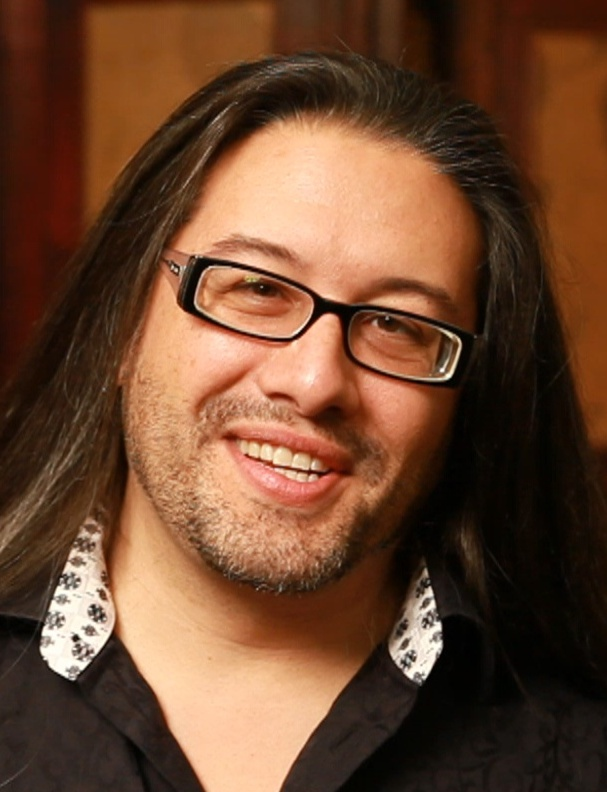
John Romero en 2012

Sin embargo, pronto la Doom Bible en su totalidad fue rechazada. Romero quería un juego aún «más brutal y rápido» que Wolfenstein, que no dejara espacio para la trama basada en personajes que Hall había creado. Además, el equipo creía que enfatizaba el realismo sobre el juego entretenido y no vieron la necesidad de un documento de diseño en absoluto. Se conservaron algunas ideas, pero se abandonó la historia y se eliminó la mayor parte del diseño. A principios de 1993, Hall creó niveles que se convirtieron en parte de una demostración interna. Carmack y Romero, sin embargo, rechazaron la arquitectura militar del diseño de niveles de Hall. Romero creía especialmente que los diseños de niveles planos y cuadrados no lograron innovar en Wolfenstein y no lograron mostrar las capacidades del motor. Comenzó a crear sus propios niveles, más abstractos, lo que el resto del equipo vio como una gran mejora.
Hall estaba molesto con la recepción de sus diseños y el poco impacto que estaba teniendo como diseñador principal. También estaba molesto por lo mucho que tenía que pelear con John Carmack para obtener lo que consideraba mejoras obvias en el juego, como enemigos voladores, y comenzó a pasar menos tiempo en el trabajo. Los otros desarrolladores, sin embargo, sintieron que Hall no estaba sincronizado con la visión del equipo y se estaba convirtiendo en un problema. En julio, los otros fundadores de id despidieron a Hall, quien se fue a trabajar para Apogee. Fue reemplazado por Sandy Petersen en septiembre, diez semanas antes del lanzamiento del juego. Petersen recordó más tarde que John Carmack y Romero querían contratar a otros artistas, pero Cloud y Adrian no estuvieron de acuerdo, diciendo que se necesitaba un diseñador para ayudar a construir una experiencia de juego coherente. El equipo también añadió un tercer programador, Dave Taylor.
Petersen y Romero diseñaron el resto de los niveles de Doom, con diferentes objetivos: el equipo creía que los diseños de Petersen eran más interesantes y variados técnicamente, mientras que los de Romero eran más interesantes estéticamente. A finales de 1993, un mes antes del lanzamiento, John Carmack comenzó a añadir el modo multijugador. Después de que se codificó el componente multijugador, el equipo de desarrollo comenzó a jugar juegos de cuatro jugadores, que Romero denominó «combate a muerte», y Cloud denominó el acto de matar a otros jugadores «fragging». Según Romero, el modo «Deathmatch» se inspiró en juegos de lucha como Street Fighter II, Fatal Fury y Art of Fighting.

### Motor
Doom fue escrito principalmente en lenguaje de programación C, con algunos elementos en lenguaje ensamblador. Los desarrolladores utilizaron computadoras NeXT con el sistema operativo NeXTSTEP. El nivel y los datos gráficos se almacenaron en archivos WAD, abreviatura de «Where's All the Data?», por separado del motor. Esto permitió cambiar cualquier parte del diseño sin necesidad de ajustar el código del motor. Carmack diseñó este sistema para que los fanáticos pudieran modificar fácilmente el juego; quedó impresionado por las modificaciones realizadas por los fanáticos de Wolfenstein 3D y quería respaldarlo lanzando un editor de mapas con una estructura de archivos fácilmente intercambiable.
A diferencia de Wolfenstein, que tiene niveles planos con paredes en ángulo recto, el Doom Engine permite paredes y pisos en cualquier ángulo o altura, pero no permite apilar áreas verticalmente. El sistema de iluminación se basa en ajustar directamente la paleta de colores de las superficies. En lugar de calcular cómo viaja la luz desde las fuentes de luz a las superficies mediante el trazado de rayos, el juego calcula el «nivel de luz» de un área pequeña en función del brillo predeterminado de dicha área. Luego modifica la paleta de colores de las texturas de la superficie de esa sección para imitar cuán oscura se vería. Este mismo sistema se utiliza para hacer que las superficies lejanas parezcan más oscuras que las cercanas.
A Romero se le ocurrieron nuevas formas de utilizar el motor de iluminación de Carmack, como luces estroboscópicas. Programó funciones del motor como interruptores y escaleras y plataformas móviles. Después de que los complejos diseños de niveles de Romero comenzaron a causar problemas con el motor, Carmack comenzó a usar la partición del espacio binario para seleccionar rápidamente la porción reducida de un nivel que el jugador podía ver en un momento dado. Taylor, además de programar otras funciones, agregó códigos de trucos.

### Dirección artística
Adrian Carmack fue el artista principal de Doom, con Kevin Cloud como artista adicional. Diseñaron los monstruos para que fueran «de pesadilla», con gráficos realistas y oscuros en lugar de escenificados o renderizados. Para crearlos se adoptó un enfoque de medios mixtos. Los artistas esculpieron modelos de algunos de los enemigos y les tomaron fotografías en stop motion desde cinco a ocho ángulos diferentes para que pudieran rotarse de manera realista en el juego. Luego, las imágenes fueron digitalizadas y convertidas a caracteres 2D con un programa escrito por John Carmack. Adrian Carmack hizo modelos de arcilla para algunos demonios y Gregor Punchatz construyó esculturas de látex y metal de los demás. Las armas estaban hechas de partes combinadas de juguetes infantiles. Los desarrolladores también se fotografiaron a sí mismos, usando el brazo de Cloud como el brazo del marine que sostiene un arma, y las botas de piel de serpiente y la rodilla herida de Adrian como texturas. La portada fue creada por Don Ivan Punchatz, el padre de Gregor, quien trabajó a partir de una breve descripción del juego en lugar de referencias detalladas. Romero fue el modelo de cuerpo utilizado para cubrirse; posó durante una sesión de fotos para demostrarle al modelo previsto cómo debería verse la pose, y Punchatz usó su foto.
Al igual que con Wolfenstein 3D, id contrató al compositor Bobby Prince para crear la música y los efectos de sonido. Romero dirigió a Prince para que hiciera música en estilos techno y metal. Muchas pistas se inspiraron directamente en canciones de bandas de metal como Alice in Chains y Pantera. Prince creyó que la música ambient sería más apropiada y produjo numerosas pistas en ambos estilos con la esperanza de convencer al equipo, y Romero incorporó ambos. Prince no hizo música para niveles específicos, ya que fueron compuestas antes de que se completaran los niveles. En cambio, Romero asignó cada pista a cada nivel al final del desarrollo. Prince creó los efectos de sonido basándose en descripciones breves o arte conceptual de un monstruo o arma y los ajustó para que coincidieran con las animaciones completadas. Los sonidos de los monstruos se crearon a partir de ruidos de animales, y Prince diseñó todos los sonidos para que fueran distintos en el hardware de sonido limitado de la época, incluso cuando se reproducían muchos sonidos a la vez. También diseñó los efectos de sonido para que se reproduzcan en frecuencias diferentes de las utilizadas para la música MIDI, de modo que atraviesen claramente la música.

## Lanzamiento
Id Software planeaba autoeditar Doom para computadoras basadas en DOS y configurar un sistema de distribución antes del lanzamiento. Jay Wilbur, que había sido contratado como director ejecutivo y único miembro del equipo empresarial, planificó el marketing y la distribución de Doom. Como id ganaría la mayor cantidad de dinero con las copias que vendiera directamente a los clientes —hasta el 85 % del precio planificado de US$40—, decidió aprovechar el mercado shareware tanto como fuera posible. Creía que la prensa convencional no estaba interesada en el juego y solo compraba un anuncio en cualquier revista de juegos. En cambio, dio a los minoristas de software la opción de vender copias del primer episodio de Doom a cualquier precio, con la esperanza de motivar a los clientes a comprar el juego completo directamente desde id.
El equipo planeó lanzar Doom en el tercer trimestre de 1993, pero finalmente necesitó más tiempo. En diciembre de 1993, el equipo trabajaba sin parar y varios empleados dormían en la oficina. Taylor dijo que el trabajo le dio tanta emoción que se desmayaba por la intensidad. Id solo dio una vista previa de prensa, a Computer Gaming World en junio, ante una respuesta entusiasta, pero también lanzó actualizaciones de desarrollo al público continuamente durante el desarrollo en la naciente Internet. Id recibió llamadas de personas interesadas en el juego o enojadas porque se había perdido la fecha de lanzamiento prevista, a medida que aumentaba la anticipación a lo largo del año. A la medianoche del 10 de diciembre de 1993, después de trabajar durante treinta horas seguidas en pruebas, el equipo de desarrollo de id subió el primer episodio a Internet, permitiendo que los jugadores interesados lo distribuyeran por ellos. El equipo no pudo conectarse al servidor FTP de la Universidad de Wisconsin-Madison donde planeaban cargar el juego, ya que ya había muchos usuarios conectados en anticipación al lanzamiento. El administrador de la red se vio obligado a aumentar primero el número de conexiones y luego expulsar a todos los usuarios para hacer espacio. Cuando la carga finalizó treinta minutos más tarde, 10 000 personas intentaron descargar el juego a la vez, lo que provocó que la red de la universidad colapsara.
A las pocas horas del lanzamiento de Doom, las redes universitarias comenzaron a prohibir los juegos multijugador, ya que una avalancha de jugadores abrumaba sus sistemas. La mañana después del lanzamiento, John Carmack lanzó rápidamente un parche en respuesta a las quejas de los administradores sobre la congestión de la red, que aún necesitaban implementar reglas específicas de Doom para evitar que sus redes fallaran debido a la carga.

### Ports
En 1995, id creó una versión ampliada de Doom para el mercado minorista con un cuarto episodio de niveles, que fue publicado por GT Interactive como The Ultimate Doom. Doom también ha sido porteado a numerosas plataformas diferentes, independientemente de id Software. La primera versión de Doom fue una versión no oficial de Linux, lanzada por el programador de id Dave Taylor en 1994; fue alojado por id pero no fue respaldado ni oficializado. Microsoft intentó contratar a id para trasladar Doom a Windows en 1995 para promocionarlo como plataforma de juegos, y el director ejecutivo de Microsoft, Bill Gates, consideró brevemente comprar la empresa. Cuando id rechazó, Microsoft creó su propia versión con licencia, con un equipo dirigido por Gabe Newell. En un vídeo promocional de Windows 95 se mostraba a Gates superpuesto digitalmente en el juego.
Se lanzaron otros ports oficiales de Doom para Sega 32X y Atari Jaguar en 1994, SNES y PlayStation en 1995, 3DO en 1996, Sega Saturn en 1997, Acorn Risc PC en 1998, Game Boy Advance en 2001, Xbox 360 en 2006, iOS en 2009, y Nintendo Switch, Xbox One, PlayStation 4 y Android en 2019. Algunos de ellos se convirtieron en bestsellers incluso muchos años después de su lanzamiento inicial. No todos los ports tenían el mismo contenido, y algunos tenían menos niveles, como el port de 32X creado por John Carmack, que se lanzó con sólo dos tercios de los niveles del juego para cumplir con la fecha de lanzamiento de la consola, mientras que en PlayStation incluye The Ultimate Doom y Doom II. El código fuente de Doom se publicó bajo una licencia no comercial en 1997 y se publicó libremente bajo la Licencia Pública General GNU en 1999. Doom ha sido porteado extraoficialmente a numerosas plataformas debido a la publicación del código fuente; existen tantos ports, incluso para dispositivos esotéricos como termostatos y osciloscopios inteligentes, que las variaciones de «Ejecuta Doom» o «¿Puede correr Doom?» son memes de larga duración.

## Recepción

### Ventas
Tras su lanzamiento en diciembre de 1993, Doom se convirtió en un «fenómeno de la noche a la mañana». Fue un éxito financiero inmediato para id, que obtuvo ganancias un día después del lanzamiento. Aunque la empresa estimó que sólo el uno por ciento de los descargadores de shareware compraron el juego completo, esto fue suficiente para generar ingresos diarios iniciales de US$100 000, vendiendo en un día lo que Wolfenstein vendió en un mes. En mayo de 1994, Wilbur dijo que el juego había vendido más de 65 000 copias y estimó que la versión shareware se había descargado más de un millón de veces. En 1995, Wilbur estimó las ventas del primer año en 140 000, mientras que en 2002 Petersen dijo que había vendido alrededor de 200 000 copias en su primer año.
A finales de 1995, se estimaba que Doom estaba instalado en más ordenadores en todo el mundo que el nuevo sistema operativo de Microsoft, Windows 95. Según PC Data, en abril de 1998 la edición shareware de Doom había producido 1,36 millones de unidades vendidas y US$8,74 millones en ingresos en los Estados Unidos. Esto llevó a PC Data a declararlo el cuarto juego de computadora más vendido en el país desde 1993. The Ultimate Doom vendió más de 780 000 unidades en septiembre de 1999, y todas las versiones combinadas vendieron 3,5 millones de copias a finales de 1999. Además de las ventas, se estima que seis millones de personas jugaron la versión shareware en 2002; otras fuentes estimaron en 2000 que entre 10 y 20 millones de personas jugaron Doom dentro de los veinticuatro meses posteriores a su lanzamiento.

### Reseñas
Doom fue muy elogiado en críticas contemporáneas. En abril de 1994, unos meses después de su lanzamiento, PC Gamer UK lo nombró el tercer mejor juego de computadora de todos los tiempos, afirmando que «Doom ya ha hecho más para establecer la influencia arcade de PC que cualquier otro título en la historia de los juegos» y PC Gamer US lo nombró el mejor juego de computadora de todos los tiempos en agosto. Ganó el premio a la Mejor Aventura de Acción en Cybermania '94. GamesRadar UK nombró a Doom Juego del Año en 1993 poco después de su lanzamiento, y Computer Gaming World y PC Gamer UK hicieron lo mismo el año siguiente.
Los críticos elogiaron mucho el modo para un jugador: Electronic Entertainment lo llamó «un juego en el que te golpeas el cráneo, te suda la palma de la mano y te palpita la sangre», mientras que The Age dijo que era «una aventura en 3D técnicamente excelente y emocionante». PC Zone lo llamó el mejor juego arcade de todos los tiempos, y Computer Gaming World elogió la variedad de monstruos y armas. Computer Gaming World concluyó que se trataba de «una actuación virtuosa». Otros críticos, aunque también elogiaron la jugabilidad, comentaron sobre la falta de complejidad: Computer and Video Games la encontró cautivadora y elogió la variedad y complejidad del diseño de niveles, pero calificó la jugabilidad general como repetitiva, mientras que Dragon elogió de manera similar la jugabilidad rápida y el diseño de niveles, pero dijo que en general le faltaba profundidad. Edge elogió los gráficos y niveles, pero criticó la sencilla jugabilidad de disparos. La reseña concluía: «Si tan solo pudieras hablar con estas criaturas, entonces tal vez podrías intentar hacerte amigo de ellas, formar alianzas... Ahora, eso sería interesante». La reseña generó burlas y «si tan solo pudieras hablar con estas criaturas» se convirtió en una broma recurrente en la cultura de los videojuegos. El modo de juego multijugador fue elogiado: Computer Gaming World lo llamó «la experiencia de juego más intensa disponible», y Dragon lo llamó «la mayor descarga de adrenalina disponible en las computadoras». PC Zone lo nombró como el mejor juego multijugador disponible, además del mejor juego de arcade.
Los críticos elogiaron los gráficos 3D y el estilo artístico; Computer Gaming World calificó los gráficos como notables, mientras que Edge dijo que «hizo avances serios en lo que la gente esperará de los gráficos 3D en el futuro», superando no sólo a los juegos anteriores sino también a los juegos que aún no se habían lanzado. Compute! y Electronic Games también calificó los gráficos como excelentes y diferentes a los de cualquier otro juego. PC Zone, Dragon, Computer Gaming World y Electronic Entertainment elogiaron la atmósfera y la dirección de arte, diciendo que el diseño de niveles, los efectos de iluminación y los efectos de sonido se combinaron para crear una experiencia «claustrofóbica» y «de pesadilla». Computer Gaming World también elogió la música, al igual que The Mercury News, que la calificó de «siniestra como el ambiente».

### Otras versiones
The Ultimate Doom recibió críticas mixtas tras su lanzamiento en 1995, como en la revisión de PC Zone, que le dio una puntuación de 90/100 para los nuevos jugadores pero 20/100 para cualquiera que tuviera el juego original. El crítico lo vio únicamente como un paquete de niveles debido a la falta de nuevas funciones y lo comparó negativamente con los cientos de niveles gratuitos creados por fanáticos disponibles en Internet. A Joystick no le gustó la cantidad limitada de contenido adicional y lo recomendó sólo a los grandes fanáticos o a aquellos que no lo habían jugado. Fusion revisó positivamente la edición, elogiando la dificultad de los nuevos niveles, al igual que GameSpot, que la revisó desde la perspectiva de presentar el juego a nuevos jugadores.
Los primeros ports de Doom recibieron críticas comparables a las de la versión original para PC. VideoGames, GamePro y Computer and Video Games otorgaron puntuaciones altas a la versión de Atari Jaguar, comparándola favorablemente con la de PC. GamePro y Computer and Video Games también calificaron altamente la versión 32X, aunque notaron que los gráficos eran peores y el juego más corto que las versiones para PC o Jaguar. Los ports de 1995 recibieron críticas mixtas. La versión de PlayStation recibió una alta calificación por HobbyConsolas, GamePro y Maximum, que elogiaron la inclusión de Doom II y niveles adicionales, y lo compararon favorablemente con otros juegos de disparos de PlayStation. La versión de SNES, sin embargo, se destacó por sus gráficos más débiles y controles que no respondían, aunque críticos como Computer and Video Games, GamePro y Next Generation se dividieron en otorgar puntuaciones altas o medias debido a estas fallas. A finales de la década de 1990, los ports recibieron peores críticas; GamePro y Maximum criticaron la versión de 3DO por tener peores gráficos, un tamaño de pantalla más pequeño y enemigos menos inteligentes que cualquier versión anterior, y la de Sega Saturn también recibió críticas bajas por tener gráficos deficientes y baja calidad por Mean Machines y Sega Saturn Magazine.

## Legado
Doom ha sido denominado «indiscutiblemente el juego de disparos en primera persona más importante», así como el «padre» del género. Aunque no fue el primero del género, fue el juego de mayor impacto. Dan Pinchbeck en Doom: Scarydarkfast (2013) señaló la influencia directa de las elecciones de diseño de Doom en las de los juegos de disparos en primera y tercera persona dos décadas después, influenciadas por los juegos lanzados en los años intermedios.
Doom, y en menor medida Wolfenstein 3D, se ha caracterizado por «marcar un punto de inflexión» en la percepción de los videojuegos en la cultura popular, convirtiéndose Doom y los shooters en primera persona en general en la percepción predominante de los videojuegos en medios de comunicación. Historiadores como Tristan Donovan en Replay: The History of Video Games (2010) lo han calificado como un «cambio de paradigma», lo que provocó el aumento de la popularidad de los juegos 3D, los shooters en primera persona, la tecnología con licencia entre desarrolladores y el soporte para modificaciones en juegos. Ayudó a impulsar el auge de los juegos multijugador en línea y la generación de contenido impulsado por el jugador, y popularizó el modelo de negocio de distribución en línea. En su libro Dungeons & Dreamers: A Story of how Computer Games Created a Global Community en 2014, Brad King y John Borland afirmaron que Doom fue uno de los primeros casos generalizados de una «realidad virtual colectiva en línea», e hicieron más que cualquier otro juego para crear un mundo moderno de «juegos y jugadores en red». PC Gamer proclamó a Doom como el juego más influyente de todos los tiempos en 2004, y en 2023 se dijo que el desarrollo es uno de los proyectos mejor documentados en la historia de los videojuegos.
También se ha utilizado en investigaciones académicas desde su lanzamiento, incluso para el aprendizaje automático, la estética, el diseño, y los efectos de los videojuegos sobre la agresión, la memoria y la atención. En 2007, Doom fue incluido entre los diez videojuegos del «canon de juegos» seleccionados para su preservación por la Biblioteca del Congreso, y en 2015, el Strong National Museum of Play incluyó a Doom en su World Video Game Hall of Fame como parte de su conjunto inicial de juegos.
Doom ha seguido ocupando un lugar destacado en las listas de los mejores videojuegos de la historia durante casi tres décadas desde su lanzamiento. En 1995, Next Generation dijo que era «el título de PC del que más se ha hablado jamás». La versión para PC fue clasificada como el tercer mejor videojuego por Flux en 1995, y en 1996 ocupó el quinto mejor y el tercer lugar más innovador por Computer Gaming World. En 2000, GameSpot clasificó a Doom como el segundo mejor juego de la historia. Al año siguiente, fue votado como el juego número uno de todos los tiempos en una encuesta entre más de cien desarrolladores de juegos y periodistas realizada por GameSpy, y Game Informer lo clasificó como el sexto mejor juego. GameTrailers lo clasificó como el «juego de PC más innovador» en 2009 y Game Informer nuevamente lo clasificó como el sexto mejor juego ese mismo año. Doom también ha sido clasificado entre los mejores juegos de todos los tiempos por GamesMaster, Hyper, The Independent, Entertainment Weekly, GamesTM, Jeuxvideo.com, Gamereactor, Time, Polygon, y The Times, entre otros, en fecha tan reciente como 2023.

### Clones

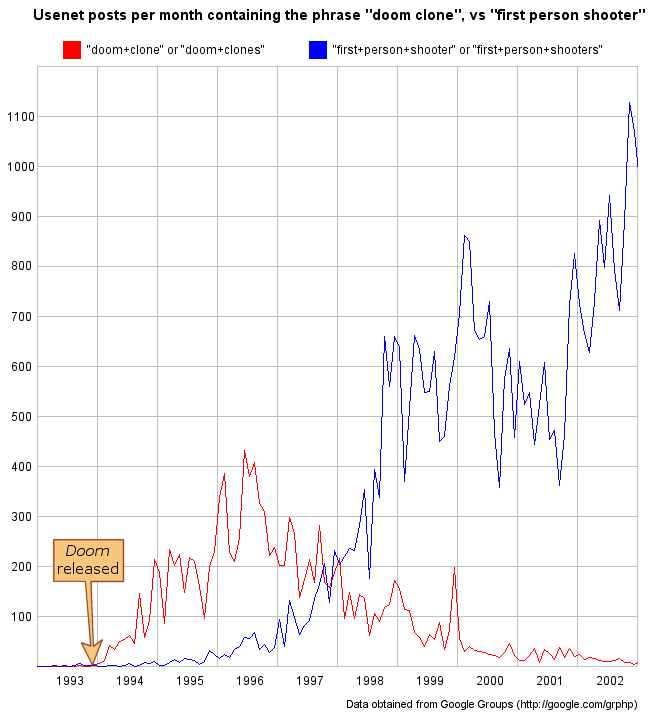
En 1998, la frase «first-person shooter» había reemplazado firmemente la frase «Doom clone».

El éxito de Doom dio lugar a docenas de nuevos juegos de disparos en primera persona. En 1998, PC Gamer lo declaró «probablemente el juego más imitado de todos los tiempos». Estos títulos a menudo se denominaban «clones de Doom», y «shooter en primera persona» sólo lo superó como nombre del género después de unos años. Como la etiqueta del género «shooter en primera persona» aún no se había solidificado en ese momento, Doom fue descrito como una «aventura en perspectiva en primera persona» y un «juego de acción atmosférico en 3-D».
Los clones de Doom iban desde imitadores cercanos hasta versiones más innovadoras del género. Id Software otorgó la licencia del motor Doom a varias otras compañías, lo que resultó en varios juegos similares a Doom, incluidos Heretic (1994), Hexen: Beyond Heretic (1995) y Strife: Quest for the Sigil (1996). En 1996, Ralston Foods lanzó un juego basado en Doom llamado Chex Quest como promoción para aumentar las ventas de los cereales. Otros juegos se inspiraron en Doom, si no se rumorea que se construyeron mediante ingeniería inversa del motor del juego, incluido Star Wars: Dark Forces (1995) de LucasArts. Varios otros juegos denominados clones de Doom, como PowerSlave (1996) y Duke Nukem 3D (1996), utilizaron el Build engine de 1995, un motor 2.5D inspirado en Doom creado por Ken Silverman con algunas consultas con John Carmack.

### Secuela y franquicia
Después de completar Doom, id Software comenzó a trabajar en una secuela usando el mismo motor, Doom II, que se lanzó al mercado el 10 de octubre de 1994, diez meses después del primer juego. GT Interactive se había acercado a id antes del lanzamiento de Doom con planes de lanzar una versión comercial de Doom y Doom II. Id optó por crear la secuela como un conjunto de episodios en lugar de un juego nuevo, lo que permitió a John Carmack y los otros programadores comenzar a trabajar en el próximo juego de id, Quake. Doom II fue el producto de software más vendido en Estados Unidos en 1994 y vendió más de 1,2 millones de copias en un año.
A Doom II le siguió un paquete de expansión de id, Master Levels for Doom II (1995), que consta de veintiún niveles encargados y más de tres mil niveles creados por usuarios para Doom y Doom II. id lanzó juntos dos conjuntos de niveles de Doom II de diferentes equipos de creación de mapas de aficionados como el juego independiente Final Doom (1996). Doom y Doom II se incluyeron, junto con juegos de id anteriores, en la compilación id Anthology (1996). La franquicia Doom ha continuado desde la década de 1990 en varias iteraciones y formas. La serie de videojuegos incluye Doom 3 (2004), Doom (2016) y Doom Eternal (2020), junto con otros videojuegos derivados. Además, incluye varias novelas, un cómic, juegos de mesa y dos películas: Doom (2005) y Doom: Annihilation (2019).

### Controversias
Doom era conocido por sus altos niveles de violencia gráfica e imágenes satánicas, lo que generó controversia en una amplia gama de grupos. Doom para el 32X fue uno de los primeros videojuegos en recibir una calificación para mayores de 17 años de la Entertainment Software Rating Board debido a su naturaleza violenta, mientras que Doom II fue el primero. Se prohibió la venta de Doom en Alemania debido a su violencia, que no fue rescindida hasta 2011.
Doom volvió a provocar controversia en los Estados Unidos cuando se descubrió que Eric Harris y Dylan Klebold, quienes cometieron la masacre de Columbine High School el 20 de abril de 1999, eran ávidos jugadores. Mientras planificaba la masacre, Harris dijo en su diario que el asesinato sería «como jugar al Doom». Después se difundió el rumor de que Harris había diseñado un nivel de Doom personalizado que se parecía a la escuela secundaria, poblado con representaciones de los compañeros de clase y maestros de Harris, que utilizó para practicar para el tiroteo. Aunque Harris diseñó varios niveles personalizados de Doom, que más tarde se conocieron como «niveles de Harris», ninguno se basó en la escuela. Doom fue apodado un «simulador de asesinatos en masa» por el crítico y fundador del Killology Research Group, David Grossman.
En las primeras versiones, el nivel «E1M4: Command Control» contiene una estructura en forma de esvástica, que se colocó como homenaje a Wolfenstein 3D. La esvástica fue eliminada en versiones posteriores, por respeto a la solicitud de un veterano militar, según Romero.

### Comunidad
La popularidad y las innovaciones de Doom atrajeron a una comunidad que ha persistido durante décadas desde entonces. El modo «Deathmatch» fue un factor importante en su popularidad. Doom fue el primer juego en acuñar el término «combate a muerte» e introdujo las batallas de disparos multijugador a una amplia audiencia. Esto dio lugar a una comunidad generalizada de personas que nunca antes habían experimentado un combate multijugador de ritmo rápido.
Otro aspecto popular fue la versatilidad de sus archivos WAD, que permiten niveles generados por el usuario y otras modificaciones del juego. John Carmack y Romero habían abogado firmemente por el apoyo a los mods, ignorando a otros empleados de id que estaban preocupados por las implicaciones comerciales y legales. Aunque los archivos WAD expusieron los datos del juego, no proporcionaron instrucciones sobre cómo funcionaban. Aun así, pudieron modificar las versiones alfa filtradas, lo que les permitió lanzar editores de niveles pocas semanas después del lanzamiento.
El 26 de enero de 1994, el estudiante universitario Brendon Wyber dirigió un grupo para crear el primer editor de nivel completo, Doom Editor Utility, lo que llevó a la primera etapa personalizada de Jeff Bird en marzo. Le siguieron «innumerables» otros, incluidos muchos basados en otras franquicias como Aliens y mods de conversión total de Star Wars, así como DeHackEd, un editor de niveles lanzado por primera vez en 1994 por Greg Lewis que permitía editar el motor del juego. Poco después de que aparecieran los primeros mods, el CEO de id, Wilbur, publicó términos legales en el sitio web de la compañía, permitiendo a los autores de mods cobrar dinero sin ningún cargo a id, al mismo tiempo que eximía a la compañía de responsabilidad o soporte.
Los mods de Doom fueron muy populares y obtuvieron comparaciones favorables con las adiciones de niveles oficiales vistas en The Ultimate Doom. Se lanzaron miles de niveles creados por usuarios en los primeros años después del lanzamiento; más de tres mil niveles de este tipo para Doom y Doom II se incluyeron en el lanzamiento oficial al por menor Master Levels for Doom II (1995). WizardWorks lanzó varias colecciones de modificaciones de Doom y Doom II bajo el nombre D!Zone. Al menos un creador de mods, Tim Willits, fue contratado posteriormente en id Software. Se han seguido produciendo modificaciones y la comunidad Cacowards premia las mejores de cada año. En 2016, Romero creó dos nuevos niveles de Doom: «E1M4b ("Phobos Mission Control")» y «E1M8b ("Tech Gone Bad")». En 2018, con motivo del 25 aniversario de Doom, Romero anunció Sigil, un quinto episodio no oficial que contiene nueve niveles. Fue lanzado el 22 de mayo de 2019 por €6.66 con una banda sonora de Buckethead, y luego se lanzó nuevamente de forma gratuita el 31 de mayo con una banda sonora de James Paddock. Posteriormente se produjo un lanzamiento físico. Un sexto episodio, Sigil II, se lanzó en el 30 aniversario del juego, el 10 de diciembre de 2023, nuevamente por €6.66 por una copia digital con una banda sonora de Valient Thorr, así como ediciones físicas en disquete.
Además de los archivos WAD, Doom incluye una función que permite a los jugadores grabar y reproducir juegos utilizando archivos llamados demostraciones o repeticiones de juegos. Aunque el concepto de videojuego de speedrunning existía antes de Doom, su lanzamiento coincidió con una ola de popularidad del speedrunning, amplificada por las comunidades en línea creadas en la naciente Internet. Las demostraciones eran archivos livianos que podían compartirse más fácilmente que los archivos de video en los sistemas de tablones de anuncios de Internet de la época. Como resultado, a Doom se le atribuye la creación de la comunidad de speedrunning de videojuegos. La comunidad de speedruns de Doom ha continuado durante décadas. Tan recientemente como 2019, los miembros de la comunidad batieron récords establecidos originalmente en 1998. Se ha dicho que Doom tiene «una de las comunidades de speedrunning más antiguas», además de ser «el juego de speedrunning por excelencia».